# Pięciobój lekkoatletyczny
Pięciobój lekkoatletyczny (pentathlon) – dyscyplina sportowa składająca się z pięciu konkurencji, rozgrywana zarówno przez mężczyzn jak i przez kobiety. Do 1980 włącznie pięciobój był podstawową wielobojową konkurencją lekkoatletyczną wśród kobiet, rozgrywaną podczas igrzysk olimpijskich. W 1981 zastąpiony został siedmiobojem.

## Najlepsze zawodniczki w historii
źródło: World Athletics
W latach 80. XX wieku na bieżni o obwodzie większym niż 200 m wartościowe wyniki uzyskały kilkukrotnie reprezentantki Niemieckiej Republiki Demokratycznej: Anke Behmer (w najlepszym starcie 4995 pkt., 25 lutego 1988 r. w Senftenbergu) oraz Sabine John (w najlepszym starcie 4921 pkt., 26 stycznia 1984 r. w Senftenbergu).
Konkurencje w pięcioboju męskim:
- skok w dal
- rzut oszczepem
- bieg na 200 metrów
- rzut dyskiem
- bieg na 1500 metrów

Konkurencje w pięcioboju kobiecym:
- bieg na 100 metrów przez płotki
- pchnięcie kulą
- skok wzwyż
- skok w dal
- bieg na 200 metrów

Konkurencje w pięcioboju kobiecym w hali:
- bieg na 60 metrów przez płotki
- skok wzwyż
- pchnięcie kulą
- skok w dal
- bieg na 800 metrów

## Polki w dziesiątkach światowych tabel rocznych
- 1935 – 10. Maria Kwaśniewska, 283
- 1937 – 1. Stanisława Walasiewicz, 354
- 1938 – 3. Stanisława Walasiewicz, 369
- 1954 – 3. Elżbieta Duńska, 3971
- 1955 – 7. Maria Kusion, 4416
- 1955 – 10. Maria Chojnacka, 4399
- 1958 – 10. Maria Bibro, 4477
- 1960 – 8. Elżbieta Krzesińska, 4567
- 1961 – 4. Maria Bibro, 4638
- 1963 – 8. Maria Piątkowska, 4658
- 1965 – 8. Irena Kirszenstein, 4705
- 1992 – 4. Urszula Włodarczyk, 4651
- 1993 – 4. Urszula Włodarczyk, 4667
- 1994 – 3. Urszula Włodarczyk, 4668
- 1996 – 2. Urszula Włodarczyk, 4597
- 1997 – 5. Urszula Włodarczyk, 4613
- 1998 – 1. Urszula Włodarczyk, 4808
- 1999 – 3. Urszula Włodarczyk, 4596
- 2000 – 5. Urszula Włodarczyk, 4590
- 2002 – 9. Magdalena Szczepańska, 4382
- 2004 – 10. Magdalena Szczepańska, 4483
- 2008 – 4. Karolina Tymińska, 4769
- 2009 – 6. Karolina Tymińska, 4542
- 2010 – 4. Karolina Tymińska, 4685
- 2011 – 4. Karolina Tymińska, 4612
- 2012 – 7. Karolina Tymińska, 4725
- 2014 – 10. Karolina Tymińska, 4557
- 2022 – 2. Adrianna Sułek, 4851
- 2023 – 2. Adrianna Sułek, 5014